# روي هاميلتون (كرة سلة)
روي هاميلتون (بالإنجليزية: Roy Hamilton)‏ مواليد 20 يوليو 1957 في لوس أنجلوس، هو لاعب كرة سلة أمريكي معتزل. تم اختياره من قبل فريق ديترويت بيستونز خلال الدرافت. يبلغ طوله 6 قدم 2 بوصة (1.9 م). لعب مع ديترويت بيستونز وبورتلاند ترايل بلايزرز.

## روابط خارجية
- روي هاميلتون على موقع إن بي أي (الإنجليزية)
- روي هاميلتون على موقع سبورتس رفرنس (الإنجليزية)
- روي هاميلتون على موقع كلية كرة السلة في سبورتس رفرنس.كوم (الإنجليزية)
- روي هاميلتون على موقع ريلجم (الإنجليزية)
- روي هاميلتون على موقع بروبوليرز (الإنجليزية)